# سباستین دی مایو
سباستین دی مایو (فرانسوی: Sebastian De Maio‎؛ زادهٔ ۵ مارس ۱۹۸۷) بازیکن فوتبال اهل فرانسه است.
از باشگاه‌هایی که در آن بازی کرده‌است می‌توان به برشا، فروزینونه، جنوآ، اندرلشت، فیورنتینا، بولونیا و اودینزه اشاره کرد.